# L'Espigolera

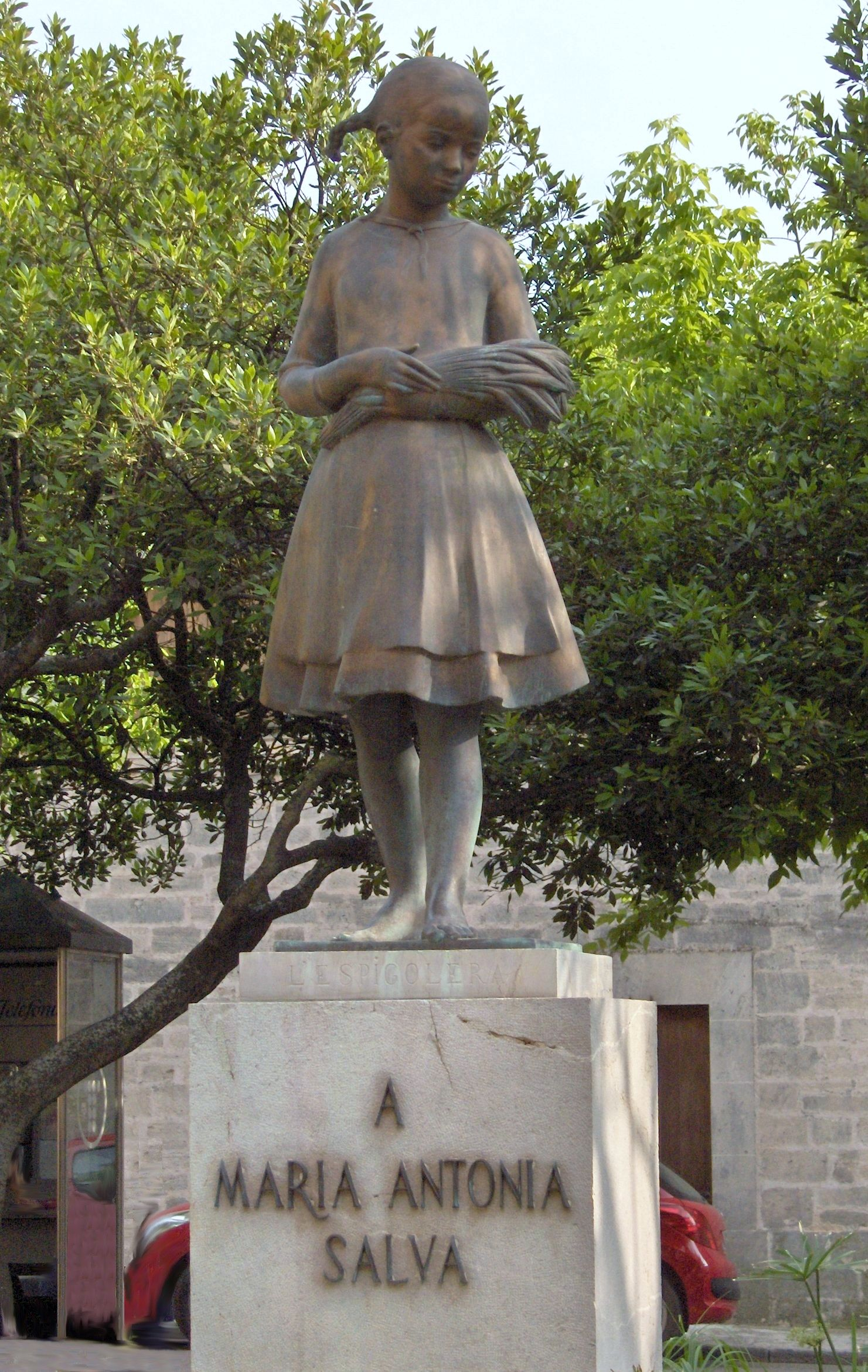
L'Espigolera

L'Espigolera és una estàtua en homenatge a la poetessa Maria Antònia Salvà i Ripoll (1869-1958). Està situada a la placeta situada davant la façana principal de l'església del Convent de Sant Bonaventura de Llucmajor, Mallorca. L'autor és l'escultor Horacio de Eguía, escultor basc establert a Mallorca, que la realitzà en bronze l'any 1965 inspirant-se en un poema de Maria Antònia Salvà titulat L'espigolera. L'escultura està situada damunt un sòcol rectangular de pedra de Binissalem i representa una nina d'una alçada d'1,6 m portant una gavella d'espigues. El monument fou inaugurat el 8 d'agost de 1965.